# Valentin-Yves Mudimbe

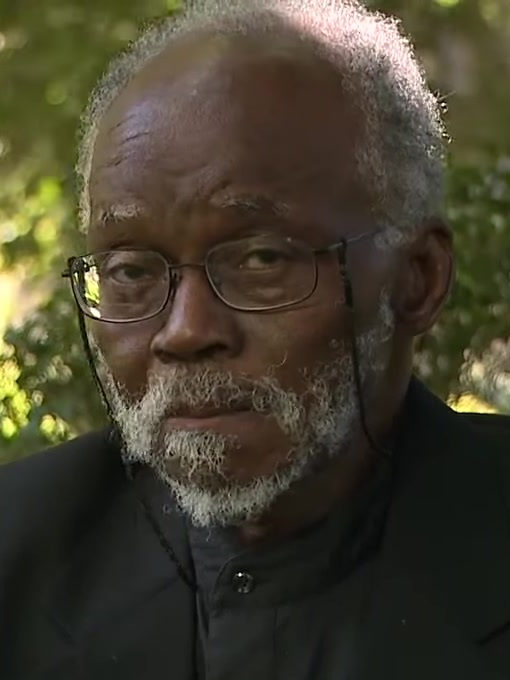
Valentin-Yves Mudimbe, 2013

Valentin-Yves Mudimbe (* 8. Dezember 1941 in Jadotville; † 22. April 2025 in North Carolina) war ein kongolesischer Anthropologe, Schriftsteller und Literaturwissenschaftler.

## Leben
Mudimbe promovierte 1970 an der Universität Löwen und lehrte danach an der Universität Lubumbashi. 1979 ging er in die Vereinigten Staaten ins Exil, wo er zunächst an der Stanford University lehrte. Ab 1987 war er als Professor für Literaturwissenschaft an der Duke University tätig. Seit dem Jahr 2000 war er dort Newman Ivey White Distinguished Professor of Literature. 2014 wurde er emeritiert.
Sein bedeutendstes Werk The invention of Africa wird oft mit Edward Saids Orientalismus verglichen.
1975 erhielt er für sein Werk Entre les eaux: Dieu, un prêtre, la révolution den Grand prix catholique de littérature.

## Dokumentarfilm
- 2014: Les mots et les choses de Mudimbe, 243'. Regie: Jean-Pierre Bekolo, Kamerun.